# Џон Д. Рокфелер
Џон Дејвидсон Рокфелер (енгл. John D. Rockefeller; Ричфорд, 8. јул 1839 — Ормонд Бич, 23. мај 1937) је био амерички индустријалац и филантроп. Оснивач је породице Рокфелер, која је своје богатство стекла у нафтној индустрији. Брат је Вилијама Рокфелера.
Оснивач је нафтне компаније стандард оил компани - енгл. Standard Oil Company 1870. године коју је водио док се није званично пензионисао 1897. Како су керозин и бензин добијали на важности, Рокфелерово богатство је расло. Постао је најбогатији човек на свету и први Американац који вреди више од милијарду долара. Често се сматра за најбогатијег човека у историји.
Врховни суд је 1911. пресудио да Стандард Оил мора бити уклоњен због кршења савезних антимонополских закона. Подељен је на 34 одвојена ентитета, укључујући компаније које су постале Ексон мобил, Шеврон корпорација и друге - од којих неке још увек имају највећи ниво прихода у свету. Појединачни делови компаније били су вреднији од целине, пошто се удео ових удвостручио и утростручио у раним годинама, Рокфелер је постао први милијардер у земљи са богатством вредним скоро 2% националне економије. Његов врх нето вредности процењен је на УС $ 409 милијарди (у 2018 долара; инфлација прилагођена) 1913. Бројка 409 милијарди претпоставља удео од 2% америчког БДП-а у 2016. Његово лично богатство, 900 милиона у 1913, више од 2% америчког БДП-а од 39,1 милијарде те године је вредело 21 милијарду долара у 2016, прилагођено инфлацији (до 1937. богатство Рокфелера било је 1,4 милијарде или 1,5% БДП-а од 92 милијарде).
Огромно Америчко царство компаније обухватало је 20.000 домаћих бушотина, 4.000 миља цевовода, 5.000 аутоцистерни и више од 100.000 запослених. Њен удео у светској преради нафте прешао је преко 90%, али је полако опао на око 80% током остатка века.  Упркос формирању поверења и његовог доживљеног имунитета од свих конкурената, Стандард Оил је 1880. године прошао свој врхунац моћи над светским нафтним тржиштем. Рокфелер је коначно одустао од снова да контролише сву светску прераду нафте; касније је признао: "Схватили смо да би јавно мишљење било против нас ако бисмо заиста рафинирали сву нафту." Током времена, страна конкуренција и нови налазишта у иностранству поткопали су његову доминацију. Почетком осамдесетих година Рокфелер је створио једну од својих најважнијих иновација. Уместо да покуша да директно утиче на цену сирове нафте, Стандард Оил је вршио индиректну контролу променом трошкова складиштења нафте како би одговарао тржишним условима. Рокфелер је тада наредио издавање потврда против нафте ускладиштене у њеним цевоводима. Овим цертификатима трговали су шпекуланти, чиме је створено прво тржиште нафтних фјучерса, које је од тада надаље ефективно постављало тржишне цене. Национална берза нафте отворена је на Менхетну крајем 1882. како би олакшала трговање нафтним фјучерсима.
Његов унуци су Дејвид Рокфелер и Нелсон Рокфелер.

## Младост
Џон Д. Рокфелер био је друго од шесторо деце, рођен у Ричфорду, у савезној држави Њујорк, као син Вилијама Аверија Рокфелера (13. новембра 1810. - 11. маја 1906) и Елизе (Дејвисон, 12. септембар 1813 — 28. март 1889). Породица с очеве стране потиче из Нојвида, данашња Рајна-Палатинат у Немачкој. И данас у Нојвиду постоје породице с тим и сличним презименима. Неки родослови су утврђивали порекло неких од његових предака од француских хугенота који су побегли у Немачку у 17. веку. Његов отац - првобитно дрвосеча, затим трговачки путник - себе је описивао као „ботаничког лекара” и продавао је еликсире.
Мајка Елиза, домаћица и побожна баптистикиња, борила се одржавајући у дому привид стабилности, будући је Вилијам често бивао одсутан на дуже време. Она је такође морала да се носи с мужевим шврљањем и двоструким животом који је укључивао и бигамију. Млади Рокфелер чинио је свој део у редовном домаћинству и зарађивао додатни новац узгајањем ћурана, продајом кромпира и слаткиша, а на крају посуђивањем малих свота новца суседима. Он је следио очев савет „трговати јела за плате” и увек добијао бољи део сваког посла. Велики Бил једном се похвалио, „Ја варам своје дечаке сваком приликом. Желим их направити оштрима.” Кад је био дечак, његова породица преселила се у Моравију, у савезној држави Њујорк, и 1851. године, у Овего, где је похађао Академију Овего. Године 1853,, његова се породица преселила у Стронгсвил, предграђе Кливленда. Рокфелер је похађао Кливлендску централну средњу школу, а затим је узео десетонедељни пословни курс на Фолсомском трговачком колеџу, где је студирао књиговодство.
Упркос очевим изостанцима и честим породичним селидбама, млади Рокфелер добро се понашао, те био озбиљан и студиозан дечак. Његови савременици описивали су га као повученог, озбиљног, побожног, методичног и дискретног. Био је одличан у расправама, а и прецизно се изражавао. Рокфелер је такође гајио дубоку љубав према музици и сањао о томе као могућој каријери. Врло рано показао је дар за бројеве и рачуноводство.

## Каријера пре Стандард Оила

### Рачуноводствена каријера
У септембру 1855. године, када је Рокфелер имао шеснаест година, добио је први посао као помоћни књиговођа, радећи за малу провизију у фирми под називом Hewitt & Tuttle. Он је радио прековремено и радосно, као што се касније присећао, у „ултиматној методичности и систематичности”. Био је посебно вешт у израчунавању трошкова превоза, што му је послужило и касније у каријери. Пуна плата за његова прва три месеца рада била је 50 долара (50 центи дневно). Као младић, Рокфелер је наводно изјавио како су његове две велике амбиције да заради 100.000 долара и да живи 100 година.

### Пословна партнерства
Године 1859, Рокфелер се упустио у посао с партнером, Морисом Б. Кларком, када су подигли 4.000 долара капитала. Рокфелер је од тада стално напредовао, зарађујући новац сваке године у својој каријери. Након велепродаје прехрамбених производа, партнери су 1863. године изградили рафинерију нафте у „Тер флатсу”, затим у растућој Кливлендској индустријској зони. Рафинерија је била у директном власништву „Andrews, Clark & Company”, коју су чинили Кларк & Рокфелер, хемичар Самјуел Ендруз, и два брата М. Б. Кларка. Трговина нафтом је тада била у повојима. Китово уље постало је прескупо за широке слојеве и људима је требало јефтиније гориво за расвету опште намене.
Док се његов брат Франк борио у грађанском рату, Рокфелер је настојао да прошири свој посао. Давао је новац за потребе Уније, као и многи богати северњаци који су хтели да избегну борбу. У фебруару 1865. године, у нечему што је касније историчар нафтне индустрије Данијел Јергин описао као „критични” догађај, Рокфелер је откупио удео браће Кларк за 72.500 $ те тако основао фирму „Рокфелер & Ендруз”". Тада је рекао: „То је био дан који је одредио моју каријеру.” Био је у добром положају искориштавања послератног просперитета и великог ширења према западу, потакнутог растом жељезничких пруга и привреде засноване на нафти. Тешко је посуђивао, задржавао је добит и брзо се прилагођавао променама тржишта.

### Зачеци нафтнога пословања
Године 1866,, његов брат Вилијам Рокфелер изградио је још једну рафинерију у Кливленду и довео Џона у партнерство. Године 1867,, Хенри М. Флаглер постао је њихов партнер те су заједно основали фирму Рокфелер, Ендруз & Флаглер. До 1868. године, Рокфелер је наставио с праксом задуживања и реинвестирања профита, контроле трошкова и кориштења рафинеријског отпада. Фирма је имала у власништву две кливлендске рафинерије и маркетиншку подружницу у Њујорку. Била је то највећа рафинерија нафте на свету. Рокфелер, Ендруз & Флаглер била је претходник Стандард Оил компаније.